# Smolnica (województwo zachodniopomorskie)
Smolnica (do 1945 niem. Bärfelde) – wieś w Polsce, położona w województwie zachodniopomorskim, w powiecie myśliborskim, w gminie Dębno. Według danych z 2022 miejscowość liczyła 494 mieszkańców.
W latach 1975–1998 wieś administracyjnie należała do woj. gorzowskiego.
W 2 połowie IX–XI w. na półwyspie jeziora Czaple, 2,5 km od dzisiejszej wsi Smolnica, istniało słowiańskie grodzisko typu podkowiastego. W IX w. powstała osada w Smolnicy, której mieszkańcy, obok produkcji rolnej i hodowlanej zajmowali się garncarstwem, o czym świadczy odkryta w latach 1997-1998 jama piecowa związana z warsztatem garncarskim, zawierająca około 5000 ułamków ceramiki średniowiecznej.
Wieś znajdowała się od około 1250 na terytorium powstałej Nowej Marchii. Od XIV w. do 1819 jej właścicielem była rodzina von der Marwitz, posiadająca dobra w powiecie gorzowskim i chojeńskim; w późniejszych latach majątek kilkukrotnie zmieniał właścicieli. Od 1945 leży w granicach Polski.
Pośrodku miejscowości znajduje się kościół z 2 połowy XIII w. zbudowany z granitowej kostki układanej w regularnym wątku, z masywną zachodnią wieżą o szerokości równej nawie. Odbudowany został w latach 1983–1984 po zniszczeniach wojennych, bez barokowego zwieńczenia wieży.
Obok kościoła stoi pałac w stylu neoklasycystycznym zbudowany przez rodzinę von Sydow w latach 1880-1883 na miejscu spalonego dworu von der Marwitzów, z elementami neobarokowymi, 2–kondygnacyjny; niektóre elementy elewacji zmienione w 1932. Do najcenniejszych elementów wystroju należy dekoracja sztukatorska dawnej sali balowej na parterze budynku. Park pałacowy założony został w XIX w.; występują w nim cenne gatunki drzew liściastych i iglastych, krzewy i pnącza. Wiek drzew szacuje się na 150-250 lat.
We wsi znajduje się szkoła podstawowa oraz Młodzieżowy Ośrodek Socjoterapii (w budynku pałacu).

## Środowisko geograficzne
Zgodnie z podziałem fizycznogeograficznym Polski według Kondrackiego teren, na którym położona jest Smolnica należy do prowincji Niziny Środkowoeuropejskiej, podprowincji Pojezierza Południowobałtyckiego, makroregionu Pojezierze Południowopomorskie oraz w końcowej klasyfikacji do mezoregionu Równina Gorzowska. Równina smolnicka charakteryzuje się lekko falistym terenem w kulminacjach osiągającym do 70 m n.p.m. urozmaiconym pagórkami kemowymi, z których dwa najwyższe o wysokości 68 i 70 m n.p.m. znajdują się na zachód i południe od wsi, obecnie zajęte pod pola uprawne. Podłoże zbudowane jest z glin zwałowych. Wokół występują niewielkie kompleksy lasów i zadrzewień śródpolnych. Ok. 2,5 km na płn.-wsch. znajduje się śródleśne Jezioro Czaple, przez które przepływa rzeka Kosa. Zagospodarowanie to głównie ziemie orne.

## Toponimia
Najdawniejsza nazwa miejscowości może być pochodną niemieckiego Bernem, burnen, brennen - 'palić' + felde 'pole' (wypalone pole, wykarczowane pole). Inna wersja to średniodolnoniemieckie bere 'niedźwiedź' + felde 'pole' - niedźwiedzie pole. Hipoteza o powiązaniu z pomorskim rodem von Behr nie znajduje potwierdzenia w materiale historycznym.
Nazwa na przestrzeni wieków: Berenvelde 1335; Bernvelt (Bernfeldt) 1337; Bernfelde 1371; Berenvelde 1409; Bernwolde 1433; Berenfelde 1448, 1455; Bermvelde 1464; Berenfelde 1465; Bernwolde 1478; Bärfelde do 1945 (oznacza tyle co "niedźwiedzie pole").
Nazwa Smolnica, nadana urzędowo w 1947, nawiązuje do rzeczki Smolnitz (obecnie Kosa) i okolicznej puszczy (Merica Smolnitz), wymienianych już w 1337 w księdze ziemskiej margrabiego brandenburskiego Ludwika Starszego. Nazwę Smolnitz, Schmolnitz (obie poprawne) wywodzić można od słowiańskiej "smolnice", czyli "miejsca, gdzie wytapiano smołę" - smolarni. Przy zapisywaniu nazw miejscowych przez Niemców w średniowieczu często słowiańska końcówka -ice przechodziła w niemieckie -itz.
Niemiecka nazwa pobliskiego jeziora Czaple to Schmollnitz See. Znajdował się nad nim Duży Młyn – Große Mühle, zaś przy drodze do Warnic Mały Młyn – Schmollnitzer Kleine Mühle.

## Integralne części wsi
| SIMC    | Nazwa    | Rodzaj  |
| ------- | -------- | ------- |
| 0180090 | Hajnówka | kolonia |

## Historia
- Początek III w. (okres wczesnorzymski) – stwierdzona bliżej nieokreślona osada lub obozowisko[11][12]; z tego okresu pochodzi luźne znalezisko w postaci zapinki[13]
- VIII-poł. X w. - w widłach Odry i dolnej Warty znajduje się odrębna jednostka terytorialna typu plemiennego, prawdopodobnie powiązana z plemieniem Lubuszan. Na północy od osadnictwa grupy cedyńskiej oddzielały ją puszcze mosińska (merica Massen) i smolnicka (merica Smolnitz). Mieszkańcy zajmowali się gospodarką rolniczo-hodowlaną.
- IX w. – powstaje osada w obrębie dzisiejszej wsi Smolnica, której mieszkańcy, obok produkcji rolnej i hodowlanej, zajmowali się garncarstwem[14]. W latach 1997 i 1998 w wyniku prowadzonych przez Muzeum Lubuskie w Gorzowie Wlkp. badań archeologicznych (Archeologiczne Zdjęcie Polski 44-6/1) odkryto jamę piecową związaną z warsztatem garncarskim. Jama o wymiarach: 2,50 × 1,50 × 1,50 m zawierała około 5000 ułamków ceramiki średniowiecznej i była prawdopodobnie wykorzystywana na odpady produkcyjne po zawaleniu się pieca garncarskiego. Z dna jamy wydobyto zachowany w całości garnek o dnie kulistym, w kolorze szarym oraz fragmenty w przeważającej liczbie naczyń o dnie kulistym, a także cienkościenne pucharki, dzbany oraz grupę klasycznych siwaków. Na naczyniach widoczne były próby szkliwienia. Kolor wypału był żółtobrunatny, czerwony, szary, brunatny po stalowoszary[15].

Około 2 km na południowy wschód od Smolnicy znajduje się wzniesienie Olbrzymia Góra (niem. Hünekinsberg) ze znalezionymi skorupami popielnic, prawdopodobnie wczesnośredniowiecznych.
- 2 połowa IX–XI w. – istnieje słowiańskie grodzisko typu podkowiastego w Smolińcu Wielkim na półwyspie jeziora Czaple. Wielkość podstawy grodu wynosi 60 × 80 m, podwyższenie wału w stosunku do jego wnętrza (majdanu) wynosi 2-2,5 m, zaś powierzchnia majdanu około 1150 m². Stanowiło ono element systemu grodów zabezpieczających lokalne szlaki handlowe (w tym okresie powstają również grody w Witnicy, Raduniu i Mętnie Małym). Nie można wykluczyć, że pomiędzy wałami grodziska istniało podgrodzie. Stanowisko to przypadkowo odkryli w 1963 biwakujący tu harcerze ze Szczecina. W 1975 Pracownia Archeologiczno-Konserwatorska PP PKZ Oddział w Szczecinie pod kierunkiem Eugeniusza Cnotliwego przeprowadziła badania weryfikacyjne, w wyniku których pozyskano 37 fragmentów naczyń glinianych, ręcznie lepionych, obtaczanych przy krawędzi wylewu i do załomu brzuśca; datowane na 2 połowę IX w.[17]
- 960–972 - książę Mieszko I opanowuje tereny nadodrzańskie, obejmujące obręb późniejszej kasztelani cedyńskiej, ziemię kiniecką i kostrzyńską
- 1005 (lub 1007) – Polska traci zwierzchność nad Pomorzem, w tym również nad terytorium w widłach Odry i dolnej Warty.
- 1112-1116 - w wyniku wyprawy Bolesława Krzywoustego, Pomorze Zachodnie uznaje zwierzchność lenną Polski.
- Pocz. XIII w. - obszar na północ od linii Noteci-dolnej Warty i zachód od Gwdy w dorzeczu Myśli, Drawy, środkowej Iny, stanowi część składową księstwa pomorskiego; w niewyjaśnionych okolicznościach zostaje przejęty przez księcia wielkopolskiego Władysława Laskonogiego, a następnie jego bratanka, Władysława Odonica[18]
- 1250 – margrabiowie brandenburscy z dynastii Askańczyków rozpoczynają ekspansję na wschód od Odry; z zajmowanych kolejno obszarów powstaje następnie Nowa Marchia
- 1272 – pierwsza wzmianka; dokument bliżej nie sprecyzowany, na który powoływali się historycy niemieccy, określając pochodzenie nazwy wsi od nazwiska "Behr", co do którego nie byli pewni czy jest nazwiskiem sołtysa, zasadźcy czy też lokalną nazwą zniekształconą na język niemiecki[19]
- 2 poł. XIII w. – wybudowany zostaje granitowy kościół z masywną zachodnią wieżą
- 1320-1323 – po wygaśnięciu dynastii askańskiej, Nowa Marchia przejściowo przechodzi we władanie książąt pomorskich
- 1323 – władzę w Nowej Marchii obejmują Wittelsbachowie
- 20 września 1335 – wzmianka pod nazwą Berenvelde; margrabia Ludwik Starszy nadaje braciom Henningowi i Maciejowi von Jagow, ich kuzynowi Klausowi oraz Henningowi i Arndowi z Uchtenhagen zamek Santok wraz z ½ cła w Santoku, z wsią Czechów (Techowe) i wszystkimi przynależnościami, z prawem rybołówstwa, łąką zwaną Książęca (hertoghen wese), lasem i mostem, a także dochody ze wsi Zielin (Sellin), Smolnica (Berenvelde), Henrichesdorpp (wieś niezidentyfikowana) i Małyszyn (Mertensdorpp), w zastaw za 400 grzywien brandenburskich[20]

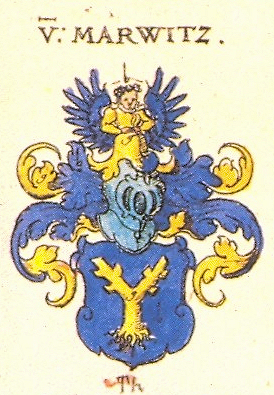
Herb rodu von der Marwitz z herbarza Johanna Siebmachera z 1605

- 1337 – wzmianka w księdze ziemskiej margrabiego brandenburskiego Ludwika Starszego pod nazwą Bernvelt (Bernfeldt), w ziemi mieszkowickiej[a]: "Bernvelt habet C et IIII mansos, Ecclesia I, Henningus de Marwitz et Ffritz de libental pro seruicio XV, Nicolaus de laurentzdorp pro seruicio VII, Damitz pro seruicio VII, pactus XV solidos, taberna soluit I talentum"[21] – wieś liczy 104 łany, kościół posiada 1 łan, lennikami zobowiązanymi do służby konnej są Henningus de Marwitz i Ffritz de Libental (Libenthal, Liwendal) posiadający wspólnie 15 łanów, Nicolaus de Laurentzdorp (Mikołaj Lamnesdorp, Lorenzdorf, czyli z Wawrowa) z 7 łanami oraz Damitz (Damnitz) również z 7 łanami, pakt (rodzaj podatku) płacony rycerstwu przez chłopów wynosi 15 szylingów, opłata karczmy 1 funt. Dochód margrabiego z tytułu korzystania przez mieszkańców z okolicznych lasów (Merica Smolnitz - puszcza smolnicka) do np. wypasania świń czy bydła, wynosi 6 korców owsa. Wyróżnić można już wówczas dwie linie Marwitzów: smolnicko-zielińską i marwicko-kłodawską. W rękach rodziny von der Marwitz wieś pozostaje do 1819.
- 21 czerwca 1353 - margrabia Ludwik Rzymski nadaje trzem braciom von Wedel puszczę smolnicką (heyde de Smolnitze) zamiast opieki nad miastem Chojna, do której byli zobowiązani nadaniem margrabiego Ludwika Starszego[22]
- 04 maja 1371 – Henning von Wedel, syn Hansa, otrzymuje od margrabiego Ottona rentę ze wsi Smolnica (Bernfelde) za straty wojenne[23]
- 1402-1454/55 – ziemie Nowej Marchii pod rządami zakonu krzyżackiego.
- Przed 11 stycznia 1409 – Mikołaj I Starszy von der Marwitz sprzedaje pewien dochód w Smolnicy na rzecz kościoła w Przyjezierzu, ufundowanego przez Sacków[24].
- 1433 – podczas wojny polsko-krzyżackiej, okoliczne tereny zostają zdobyte i splądrowane przez Husytów
- 1470 - Claus von der Marwitz ze Smolnicy, główny przedstawiciel rodu, składa hołd nowemu elektorowi Albrechtowi[25]
- 15 lutego 1493 – Georg II von der Marwitz[26] prezentuje proboszcza w Grzymiradzu
- 1508?-1557 – żyje Peter "der Aeltere" (Starszy) von der Marwitz[b], właściciel Grzymiradza, Smolnicy i Zielina; od niego pochodzą cztery linie rodu: z Friedersdorf, Zielina, Smolnicy i Linii. „Dom smolnicki” Marwitzów rozpoczyna się od Christiana von der Marwitz (ur. 15 grudnia 1658 - zm. 1 grudnia 1709), którego prawnuk, Otto Friedrich Ludwig von der Marwitz był ostatnim z tej rodziny właścicielem majątku Smolnica[27].
- 21 listopada 1517 – list lenny elektora Joachima stwierdza, że Claus, Melchior i Hans von der Marwitz ze Smolnicy, Zachariasz i Kaspar z Marwic, Piotr z Grzymiradza i Otto ze Stanowic posiadają do wspólnej ręki m.in. Zielin, połowę opuszczonych pól Babina, jezioro Warnice na warnickim polu, młyn Wielki Smoliniec z obydwoma jeziorami, staw Kuckuck z miejscem młyna, rzekę Smolnicę od młyna Smoliniec Mały po las Dębna, Smolnicę oraz Grzymiradz, (Nowy) Santok z połową miasteczka, Marwice, połowę Tarnowa, ¾ Jenina, ¾ Stanowic[28]
- 1529 – Peter von der Marwitz "Starszy" sprowadza do swojego domu luterańskiego kapelana
- 1535-1571 - za rządów Jana kostrzyńskiego Nowa Marchia staje się niezależnym państwem w ramach Świętego Cesarstwa Rzymskiego

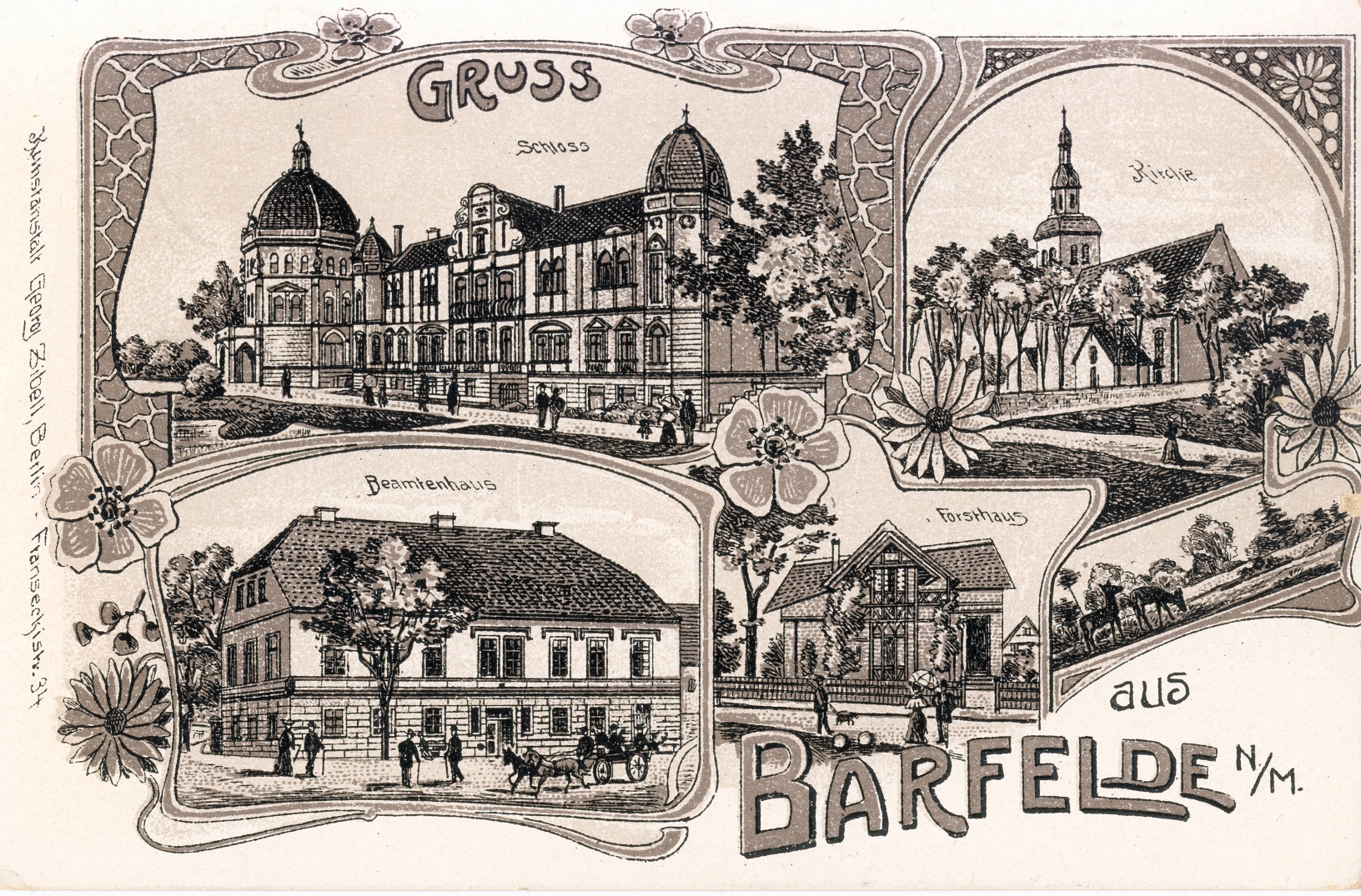
Widok Smolnicy na początku XX w.

- 1538 – margrabia Jan kostrzyński oficjalnie wprowadza na terenie Nowej Marchii luteranizm jako religię obowiązującą
- Koniec XVI w. - pierwszym znanym pastorem jest Franz Schmer (jego epitafium stało w bocznym wejściu kościoła, przedstawiało jego wraz z rodziną)[29]
- II poł. XVII w. – rejestry dóbr i powinności szlacheckich wymieniają: Maurycy I von der Marwitz ze Smolnicy posiada część Grzymiradza, pola opuszczonego Babina, 16 łanów w Zielinie, 16,5 łanów w Smolnicy; Barbara, wdowa po Mikołaju (Clausie) posiada 10 łanów w Smolnicy; Baltazar w 1575 bez konsensu władcy zakupuje 2 łany w Smolnicy; dziedzice Baltazara mają 7,5 łana w Smolnicy[30]
- 1618-1648 (wojna trzydziestoletnia) – zniszczenia wsi w wyniku działań wojennych; kilkukrotnie grabiona przez wojska cesarskie, jak i szwedzkie.
- 1680 - wybudowany zostaje dom parafialny[29]
- 1701 - powstanie Królestwa Prus
- 1716 (lub 1726[31]) – wieża kościelna otrzymuje nowe barokowe zwieńczenie
- 1758 – zniszczenia w wyniku rabunkowej akcji Rosjan podczas działań wojennych zwieńczonych bitwą pod Sarbinowem
- 1766 – wybudowany zostaje dwór; właścicielem majątku jest wówczas Albrecht Bernd Ludwig von der Marwitz (30.8.1707-17.1.1793), najmłodszy syn Christiana (15.12.1658-1.12.1709)
- 1776 - we wsi funkcjonuje szkoła parafialna, nauczycielem jest Johann Adam Schortz[29]
- 1800 - wybudowany zostaje nowy drewniany dom parafialny, przekazany następnie trzem rodzinom z majątku[29]
- 1806-1807 – Nowa Marchia pod okupacją wojsk napoleońskich; na mocy traktatu w Tylży w dniu 12.07.1807 wojska francuskie opuszczają terytorium państwa pruskiego z wyjątkiem niektórych ważniejszych twierdz, pod warunkiem spłaty bądź zabezpieczenia nałożonej na Prusy kontrybucji wojennej
- 1807-1811 – reformy gospodarcze Steina- Hardenberga dotyczące zniesienia poddaństwa chłopów w Prusach
- 1808 – miejscowi chłopi odmawiają pracy we dworze na wieść o planowanym zniesieniu poddaństwa dziedzicznego. Pogarsza to i tak złą sytuację finansową rodziny von der Marwitz
- 1815-1818 - reformy administracyjne Prus zmieniają strukturę Nowej Marchii; wieś należy do powiatu Chojna, w rejencji frankfurckiej, w prowincji brandenburskiej
- 1819[32] – majątek zostaje sprzedany przez Otto Friedricha von der Marwitz (5.1.1751-3.10.1821) z powodu długów bankierowi Aronowi Meyer Kornicker[c]
- 1820 - cmentarz przeniesiono poza wieś; do tego czasu był nim plac wokół kościoła[29]
- 1825 – dekrety reform Steina- Hardenberga zostają wprowadzone w życie w Smolnicy. W gminie jest wówczas 7 chłopów (Michael Lehmpfuhl, Daniel Mette, David Rohrbeck, Christian BraBike starszy, David BraBike młodszy, Friedrich Rasch, Gottlieb Rosenthal, Erdmann Zickerick, David Klage) i 2 komorników (Christian Robeck i Christian Hagen). Pozostałe gospodarstwa zostają rozparcelowane lub przechodzą na własność majątku[33].
- 1826 – majątek nabywa królewski radca komisyjny Karl Johann Jentsch z Płońska koło Pyrzyc
- 1833 – po śmierci Karla Johanna Jentsch (26.01.1832), majątek zostaje kupiony przez Wilhelma Friedricha von Sydow ze Stołecznej (ur. 11.06.1784 - zm. 8.05.1840)
- 1837 - dawny budynek szkoły zostaje wyburzony i postawiono nowy, obok domu parafialnego; była to budowla z kamienia polnego z dachem krytym dachówką[29].
- 08.05.1840 – po 10-dniowej chorobie umiera Wilhelm Friedrich von Sydow. Majątkiem zajmuje się odtąd wdowa po nim, Adelaide Eleonore Friederike Karoline z domu von der Osten (ur. 22.04.1795 w Blumberg - zm. 25.06.1855 w Smolnicy).
- 1850 - majątek Smolnica, wraz z folwarkami Babin, Friedrichshof i Hajnówka oraz młynem w Smolińcu Wielkim, liczy 2218 ha (8687,53 morgi), z tego lasy 975 ha (3819,5 mórg) i jeziora 38,3 ha (150 mórg)[34]
- 1855 - po śmierci Adelaide von Sydow, właścicielem majątku staje się jedyny syn Wilhelma Friedricha von Sydow i Adelajde, Wilhelm Karl Friedrich von Sydow[d].
- 1857 – z Dobropola do Smolnicy przeprowadza się spadkobierca majątku,
- 1859-1860 - wybudowano nowy dom parafialny, ośmiokątny budynek z wypalanej cegły[29]
- 1866 – dwór zostaje gruntownie przebudowany
- 1871-1918 – Nowa Marchia w ramach zjednoczonej Drugiej Rzeszy Niemieckiej
- 1.08.1874 – utworzono okręg administracyjny (niem. Amtsbezirk) Bärfelde nr 34, obejmujący gminy wiejskie (niem. Landgemeinde) Smolnica i Grzymiradz oraz majątki ziemskie (niem. Gutsbezirk) Smolnica, Grzymiradz i Zielin (częściowo) (4 1/2 gminy/majątki ziemskie); początkowo okręg ten jest zarządzany przez starostę w Grzymiradzu[35]
- 10. 10. 1879 – ostateczne ustalenie okręgu administracyjnego Bärfelde nr 34 obejmującego gminy wiejskie Smolnica i Grzymiradz oraz majątki ziemskie Smolnica i Grzymiradz (4 gminy/majątki ziemskie)[35]
- 01.12.1879 – dwór zostaje całkowicie zniszczony w pożarze

| Niemiecka nazwa                       | Obiekt                              | Położenie                               | Polska nazwa                    | Ludność ok. 1820 | Ludność w 1852          |
| ------------------------------------- | ----------------------------------- | --------------------------------------- | ------------------------------- | ---------------- | ----------------------- |
| Bärfelder (Schmollnitzer) Große Mühle | młyn wodny nad jez. Czaple          | 4 km na płn.-wsch.                      | Smoliniec Wielki [nie istnieje] | 18               | 24                      |
| Babin                                 | folwark, od pocz. XX w. samodzielny | 10,5 km na płn.                         | Babin                           | 21               | 40                      |
| Bärfelder Theerofen                   | smolarnia w okolicach Grzymiradza   | 5,5 km na zach.                         | [nie istnieje]                  | 6                |                         |
| Bärfelder Ziegelei                    | cegielnia                           | 1,5 km na zach.                         | [nie istnieje]                  | 4                |                         |
| Charlottenhof                         | folwark                             | 2,5 km na zach. przy drodze do Troszyna | Wielica [kopalnia gazu]         | 13               | 12 (do majątku Troszyn) |
| Friedrichshof                         | folwark                             | 2,5 km na płn. przy drodze do Warnic    | [nie istnieje]                  | 10               | 14                      |
| Herrnhausen                           | folwark                             | 2 km na płd.                            | Hajnówka                        |                  | 20                      |
| Wilhelmshof                           | folwark                             | 2,5 km na płd.-zach.                    | Wilkowo                         |                  |                         |

- 1880-1883 – Wilhelm Karl Friedrich von Sydow buduje nowy pałac w miejscu spalonego dworu von Marwitzów
- 1885 – latyfundium Smolnica rodziny von Sydow liczy 5479 ha[43], wraz z majątkami Dobropole i Stołeczna
- 1893 – założono Parafialną Bibliotekę Ludową w Smolnicy
- Koniec XIX w. – zmieniono wystrój średniowiecznego wnętrza kościoła nadając mu kształt neogotycki, wymieniono też kolejny raz hełm wieży. Przestrzeń nawy doświetlono większymi otworami okiennymi
- 1900 - szkoła zostaje przejęta przez gminę[29]
- 1902 – do majątku należy 98 rodzin, czyli 388 ludzi; powierzchnia (wraz z folwarkami w Gostynku, Wilkowie, Hajnówce i Grzymiradzu) 2640 ha. Gmina Smolnica liczy 149 mieszkańców, pow. gruntów 115 ha. Urząd sołtysa w ciągu poprzednich 100 lat sprawowali: chłop Michael Lehmfuhl, komornik Daniel Metke, komornik Martin Gesche i na pocz. XX w. chłop małorolny Otto Gierke. Wydawana jest gazeta gminna "Dzwon Ojczyzny"[33].
- 1.01.1908 – okręg administracyjny Bärfelde obejmuje gminy wiejskie Smolnica i Grzymiradz oraz majątki ziemskie Smolnica i Grzymiradz (4 gminy/majątki ziemskie)[35]
- 1.07.1909 – majątek Smolnica zostaje kupiony przez właściciela ziemskiego Maxa Friedheim’a[e]; liczy on wówczas ok. 2900 ha gruntu, z czego ok. 40% stanowi ziemia uprawna. Friedheim dokonuje wielu zmian i modernizacji, m.in. przeprowadza elektryfikację kolei wąskotorowej do Różańska, instaluje elektryczny generator w celu zasilania kolejki, majątku i wsi, buduje destylarnię alkoholu przemysłowego (największa w powiecie chojeńskim) i wieżę ciśnień, zaopatruje gospodarstwo w traktory i kombajny żniwne, mechanizuje pojazdy konne, buduje silosy na pasze. W majątku znajduje się również stadnina angielskich koni wyścigowych, które odnoszą wiele sukcesów w gonitwach na terenie Niemiec. Do majątku należą folwarki Hajnówka (Herrnhausen) i Wilkowo (Wilhelmshof).
- 30.9.1928 – połączenie gminy wiejskiej Smolnica i majątków ziemskich Smolnica (częściowo) i Grzymiradz (częściowo) w gminę wiejską Smolnica oraz połączenie gminy wiejskiej Grzymiradz i majątków ziemskich Smolnica (pozostała część) i Grzymiradz (pozostała część) w gminę wiejską Grzymiradz[35]
- Lata 30. XX w. - w kierunku na Dębno wybudowano kilka parterowych domów przykrytych "pękatymi" dachami, typ spotykany na Pomorzu upowszechniany wówczas przez towarzystwa budowlane
- 31.3.1932 – do gminy wiejskiej Smolnica włączono gminę wiejską Grzymiradz (częściowo) i gminę wiejską Oborzany (częściowo),1.077 wyłączoną z okręgu administracyjnego Wysoka-Oborzany[35]
- 1.06.1932 – okręg administracyjny Bärfelde obejmuje gminy wiejskie Smolnica i Grzymiradz (2 gminy)[35]
- 1938 – na skutek prześladowań ze strony nazistów, Max Friedheim sprzedaje majątek, który przejmuje dr Friedrich Flick, protegowany Hermanna Göringa. 09.11.1938 Friedheim zostaje wraz z innymi Żydami aresztowany, po czym zwolniony w wyniku interwencji żony i adwokatów. Następnie Friedheimowie emigrują do Anglii.
- Okres II wojny światowej – w majątku pracują robotnicy przymusowi z okolicznych stalagów
- 04.02.1945 – zajęcie Smolnicy przez wojska 5 Armii 1 Frontu Białoruskiego
- 01.09.1945 – rozpoczęcie roku w szkole podstawowej
- Po 1945 – napływ przesiedleńców z centralnej Polski (z okolic Koła i Łowicza), oraz przymusowych polskich wysiedleńców z Kresów Wschodnich (w tym 43 rodziny z byłego województwa tarnopolskiego) i kilka rodzin repatriowanych z Syberii
- Lata 50 XX w. – pałac jest ośrodkiem kolonijnym dla dzieci górników ze Śląska
- 1950 - założono Rolniczą Spółdzielnię Produkcyjną
- 1953 – uruchomiono w Smolnicy placówkę pocztową
- 1956 – budynek pałacu zostaje przejmuje przez Wojewódzkie Zjednoczenie PGR w Szczecinie, mieszczą się tutaj biura PGR i mieszkania rodzin pracowników; rozwiązano Rolniczą Spółdzielnię Produkcyjną
- Ok. 1960 - ponownie zawiązano Rolniczą Spółdzielnię Produkcyjną; funkcjonowała do 2003
- 05.07.1965 – uchwała Wojewódzkiej Rady Narodowej w Szczecinie powołująca 3-letnie Państwowe Technikum Rolnicze na podbudowie Zasadniczej Szkoły Zawodowej
- 1969 – siedziba szkoły podstawowej przeniesiona do nowo wybudowanego obiektu, w którym mieści się do dziś
- 1975-1998 – miejscowość administracyjnie przynależy do województwa gorzowskiego
- 1983–1984 – odbudowa zabytkowego kościoła, zniszczonego podczas II wojny światowej
- 08.12.1984 – konsekracja kościoła
- 31.12.1986 – erygowanie parafii rzymskokatolickiej pw. Narodzenia NMP, w dekanacie Dębno
- 1991 – wybudowanie boisk przez Zespół Szkół Rolniczych
- 2003 - rozwiązano Rolniczą Spółdzielnię Produkcyjną
- Koniec 2004 – oddanie do użytku hali sportowej, którą administruje Szkoła Podstawowa, odbywają się w niej również zajęcia Zespołu Szkół
- 23.04.2008 – wystawienie w pałacu opery Giovanniego Battisty Pergolesiego "La serva Padrona" (Służąca panią) przez artystów Opery na Zamku w Szczecinie, w ramach projektu "Opera w pałacach" finansowanego z Programu Operacyjnego Promocja Twórczości ze środków Ministerstwa Kultury i Dziedzictwa Narodowego[44]

| Imię i nazwisko                                                         | Lata                   |
| ----------------------------------------------------------------------- | ---------------------- |
| Henningus de Marwitz Ffritz de Libental Nicolaus de Laurentzdorp Damitz | 1337                   |
| von der Marwitz                                                         | XIV w.–1819 (lub 1812) |
| Aron Meyer Kornicker i spadkobiercy                                     | 1819 (lub 1812)–1826   |
| Karl Johann Jentsch                                                     | 1826–1832              |
| von Sydow                                                               | 1833–1909              |
| Max Friedheim                                                           | 1909–1938              |
| Friedrich Flick                                                         | 1938–1945              |

## Ludność
Ludność w ostatnich 3 stuleciach:

## Organizacje i instytucje
- Sołectwo Smolnica – ogół mieszkańców wsi Smolnica i Hajnówka stanowi Samorząd Mieszkańców Sołectwa.
- Wszelkie instytucje znajdują się w Dębnie.

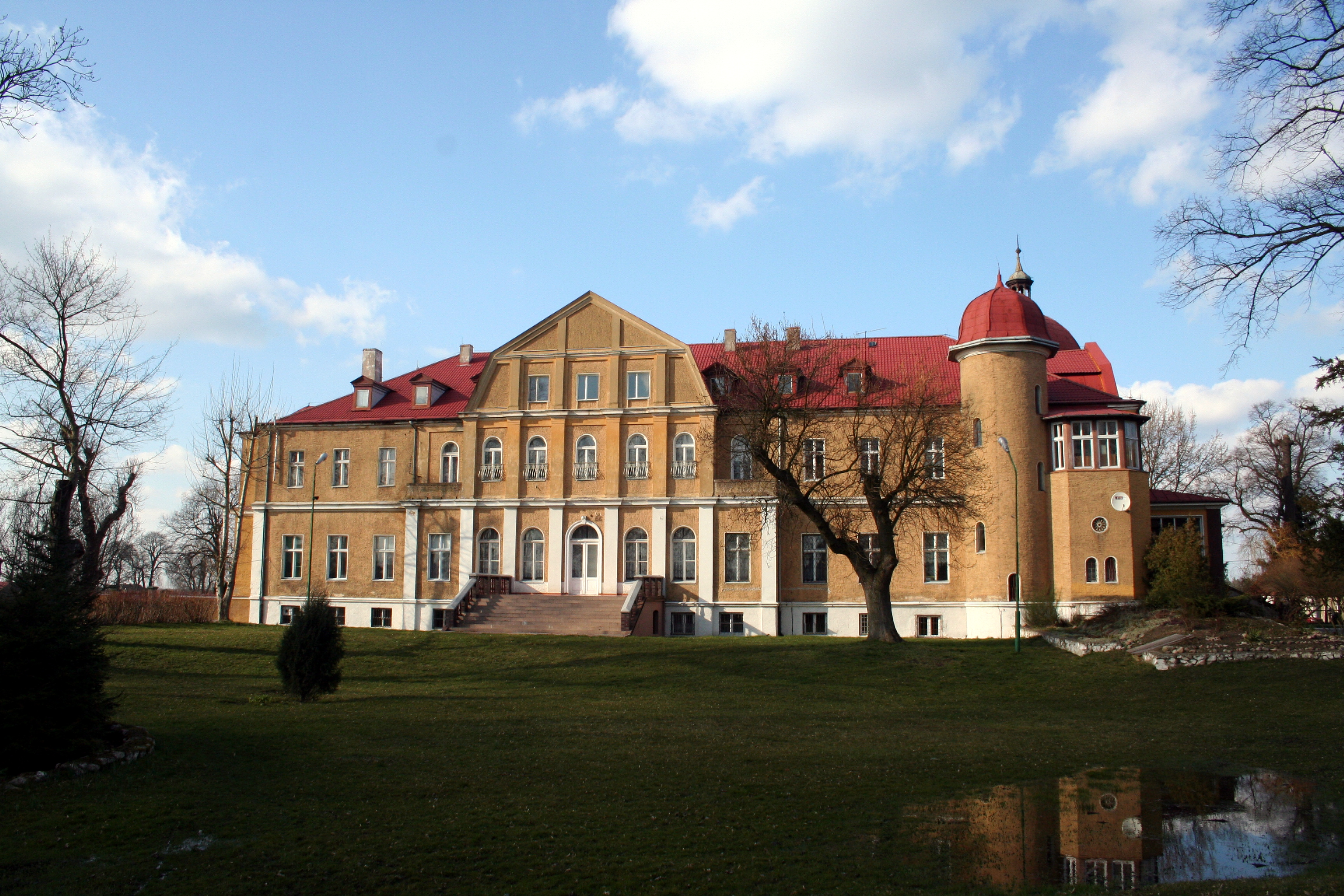
Południowa fasada pałacu

## Edukacja
- Szkoła podstawowa nr 1 im. Młodych Talentów – istnieje od 01.09.1945; znajdują się w niej: oddział przedszkolny, 6 klas szkoły podstawowej. Uczęszczają do niej również dzieci z Grzymiradza i Warnic.
  - 01.09.1945 – rozpoczęcie roku szkolnego (4-letnia z łączonymi oddziałami)
  - 1947 – zwiększono stopień organizacyjny do 6 klas
  - 1950 – do szkoły uczęszcza 91 uczniów, naucza 3 nauczycieli[48]
  - 01.09.1952 – szkoła liczy 7 klas
  - 01.09.1967 – szkoła liczy 8 klas
  - 1969 – siedziba przeniesiona do nowo wybudowanego obiektu, w którym mieści się do dziś
  - 1977-79 – w szkole podstawowej uczą się dzieci tylko z klas I-III, starsi uczniowie uczęszczają do Zbiorczej Szkoły Gminnej w Dębnie
  - 1979 – podwyższenie struktury organizacyjnej do 6 klas
  - 1980 – podwyższenie struktury organizacyjnej do 8 klas
  - 01.09.1999 – szkoła funkcjonuje jako 6-klasowa, w związku z utworzeniem Gimnazjum Publicznego (w budynku pałacu)

- Zespół Szkół im. Ignacego Solarza – powstał w 1965 jako 3-letnie technikum rolnicze na podbudowie zasadniczej szkoły zawodowej, po przejęciu budynku pałacu przez Wydział Rolnictwa WRN w Szczecinie. Do 2002 była placówką kształcącą w zawodach głównie rolniczych. Od 2002 przemianowana na Zespół Szkół im. Ignacego Solarza, w skład którego wchodzą: liceum ogólnokształcące i technikum. Od 1999 znajduje się tu również gimnazjum. 
  - 05.07.1965 – uchwała Wojewódzkiej Rady Narodowej w Szczecinie powołująca 3-letnie Państwowe Technikum Rolnicze na podbudowie zasadniczej szkoły zawodowej; otwarto dwie klasy liczące 97 uczniów
  - V.1968 – pierwszy egzamin dojrzałości w Państwowym Technikum Rolniczym, złożyło go 32 abiturientów, z których 7 uzyskało indeksy Wyższej Szkoły Rolniczej w Szczecinie
  - 1970 – powołano Zasadniczą Szkołę Zawodową i 2-letnią Zasadniczą Szkołę Rolniczą
  - 1972 – likwidacja Zasadniczej Szkoły Zawodowej; Państwowe Technikum Rolnicze przekazuje swoje gospodarstwo rolne Państwowemu Gospodarstwu Rolnemu w Troszynie i Spółdzielni Produkcyjnej w Smolnicy
  - 1974 – powołano Zasadniczą Szkołę Hodowlaną
  - 1976 – Państwowe Technikum Rolnicze nawiązuje współpracę w zakresie szkolenia praktycznego z Kombinatem Państwowych Gospodarstw Rolnych w Troszynie
  - 1978 – powstaje 4-letnie Liceum Rolnicze, które ukończyło 32 absolwentów; w dalszych latach nie kontynuowano tego profilu
  - 1980 – otwarcie szkoły zasadniczej o profilu ogrodniczym (specjalna)
  - 01.09.1981 – rozpoczyna działalność 5-letnie Technikum Rolnicze
  - 1983 – decyzja Wydziału Rolnictwa Urzędu Wojewódzkiego w Gorzowie Wlkp. o powołaniu Zespołu Szkół Rolniczych
  - 1986 – likwidacja szkoły zasadniczej o profilu ogrodniczym (specjalna)
  - 25.10.1986 – odbywa się uroczystość nadania Zespołowi Szkół Rolniczych sztandaru, ufundowanego przez Komitet Rodzicielski i zakłady opiekuńcze KPGR Troszyn i PZRBP "Zachód" Wrocław
  - 01.09.1988 – powstaje 3-letnie Wieczorowe Technikum Rolnicze dla Dorosłych
  - 1991 – wybudowanie boisk przez Zespół Szkół Rolniczych
  - 01.09.1995 – reaktywacja 4-letniego Liceum Zawodowego
  - 1996 – zakończenie likwidacji klas zasadniczych
  - 08.06.1996 – na wniosek działaczy ZMW i PSL, przy wydatnej pomocy i poparciu posła Ryszarda Kołodzieja nadane zostaje Zespołowi Szkół Rolniczych imię Ignacego Solarza; szkoła otrzymuje nowy sztandar podczas uroczystości III zjazdu absolwentów i byłych nauczycieli
  - 01.09.1997 – utworzenie 5-letniego Liceum Agrobiznesu
  - 01.09.1999 – utworzenie Gimnazjum Publicznego (w budynku pałacu) oraz Liceum Technicznego o profilu usługowo-gospodarczym
  - VI.2000 – działalność kończy Technikum Rolnicze dla Dorosłych
  - 01.09.2000 – poszerzenie Liceum Technicznego o nowy profil ekonomiczno-administracyjny
  - VI.2002 – likwidacja Technikum Rolniczego, edukację kończy ostatnia V klasa; likwidacja Liceum Zawodowego
  - 01.09.2004 – powstanie Technikum Hotelarskiego i Liceum Ogólnokształcącego
  - Koniec 2004 – oddanie do użytku hali sportowej, którą administruje Szkoła Podstawowa, odbywają się w niej również zajęcia Zespołu Szkół; likwidacja Liceum Technicznego
  - 2005 – kończy działalność Liceum Agrobiznesu
- Młodzieżowy Ośrodek Socjoterapii – rozpoczął działalność 1.09.2014 wraz ze Szkołą Podstawową Specjalną nr 2; organem prowadzacym jest Powiat Myśliborski. Od 1.09.2022 działa również Branżowa Szkoła I Stopnia Specjalna jako szkoła ponadpodstawowa.

## Atrakcje turystyczne
- Kościół Narodzenia NMP - jednonawowy na rzucie prostokąta o wymiarach 20 × 9,3 m, bez chóru, wzniesiony w 2 połowie XIII w. z granitowej kostki układanej w regularnym wątku, z masywną zachodnią wieżą o szerokości równej nawie. Pierwsza wzmianka z 1337, w XIV w. nadbudowano wieżę oraz wzniesiono kruchtę południową; w 1716 (lub 1726[31]) wieża otrzymała nowe barokowe zwieńczenie. W 1886 zmieniono wystrój średniowiecznego wnętrza nadając mu kształt neogotycki. W 1905 parcelę kościelną otoczono kamienno-ceglanym murem. W 1945 kościół został zbombardowany przez Armię Czerwoną, odbudowany z zachowaniem wczesnogotyckiej formy (nie odbudowano barokowego zwieńczenia wieży) w latach 1983–1984 przez mieszkańców pod nadzorem salezjanina ks. Wiesława Dąbrowskiego. Konsekrowany został 08.12.1984.
- Pałac i park pałacowy - zbudowany przez właściciela majątku Wilhelma Karla Friedricha von Sydow w latach 1880-1883 na miejscu spalonego dworu von der Marwitzów, w stylu neoklasycystycznym z elementami neobarokowymi, 2–kondygnacyjny, z użytkowym w części poddaszem; niektóre elementy elewacji zmienione w 1932 Centralne części dłuższych elewacji zaakcentowane są 3–kondygnacyjnymi pseudoryzalitami, zwieńczonymi szczytami. Przy elewacjach szczytowych występują prostokątne, trójboczne i wieloboczne ryzality oraz dwie klatki schodowe w formie baszt, założone na rzutach ośmioboku i koła. Do najcenniejszych elementów wystroju należy dekoracja sztukatorska dawnej sali balowej na parterze budynku. Pałac wpisany został do rejestru zabytków w 2008 z uwagi na zachowaną zasadniczo pierwotną bryłę, układ kompozycyjny elewacji z wystrojem architektonicznym i elementy wyposażenia wnętrz. Aktualnie (stan 2011) pałac użytkuje Zespół Szkół Rolniczych. Park pałacowy założony został w XIX w., powierzchnia 5,3 ha. Wśród roślinności na uwagę zasługuje 27 gatunków drzew liściastych, 9 gatunków drzew iglastych oraz 24 gatunki krzewów i pnączy. W parku przeważają klony, lipy, dęby, jesiony, kasztanowce, graby. Wiek drzew szacuje się na 150-250 lat.
- Naczynia o dnie kulistym z odkrytego w 1997 w Smolnicy późnośredniowiecznego warsztatu garncarskiego znajdują się w ekspozycji działu archeologicznego Muzeum Lubuskiego w Gorzowie Wlkp.

## Ciekawostki
- W 1999 nakręcono film dokumentalny pt. "Niby to nasze..." z cyklu Małe Ojczyzny, przedstawiający w formie relacji mieszkańców Smolnicy powojenne i współczesne losy wsi[49].